# Fatty's Finish
Fatty's Finish er en amerikansk stumfilm fra 1914 instrueret af Roscoe "Fatty" Arbuckle, der også spiller filmens hovedrolle.

## Medvirkende
- Roscoe 'Fatty' Arbuckle som Fatty.
- Phyllis Allen.
- William Haube.
- Charles Avery.
- Charles Bennett.